# Enzimă

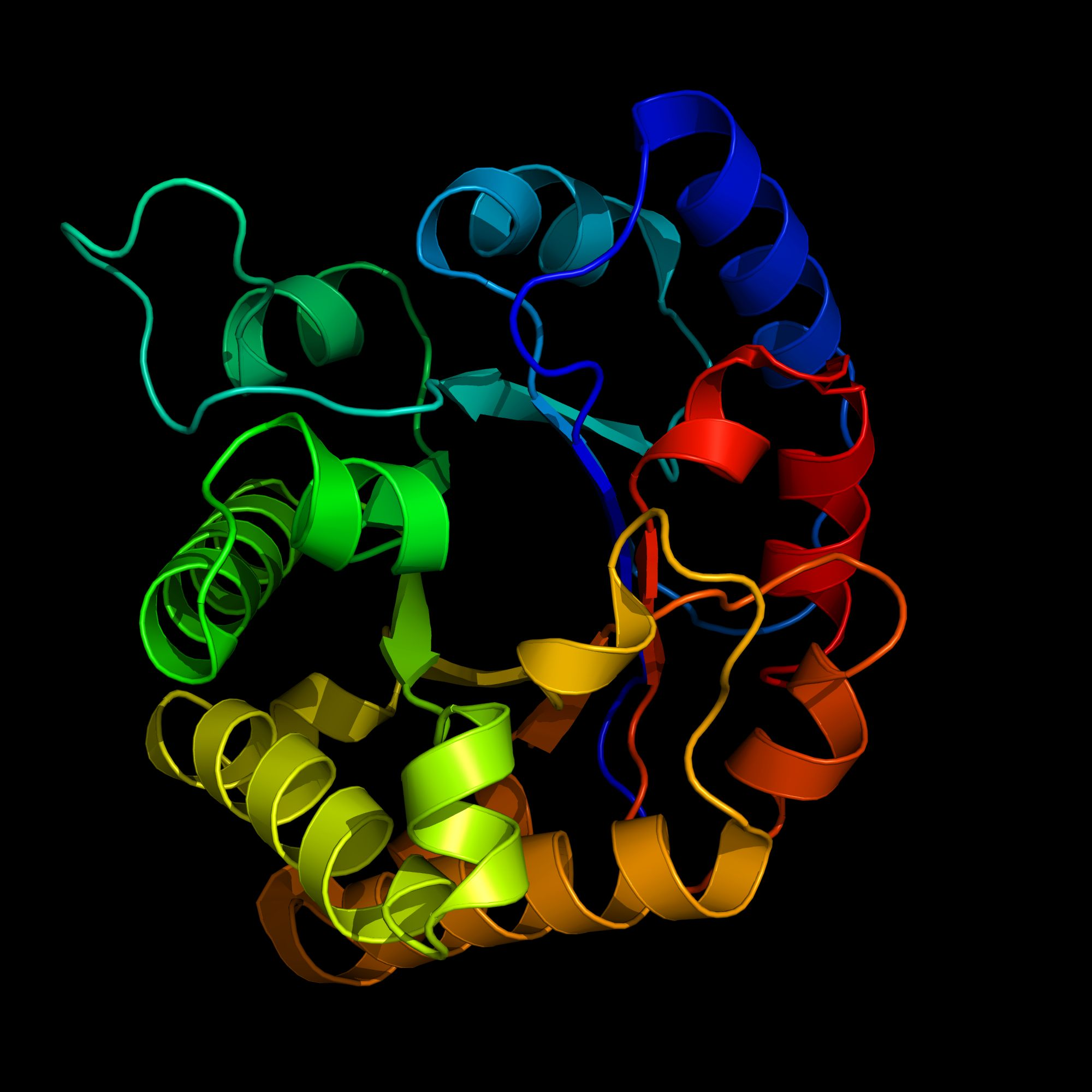
Imagine de tip panglică a enzimei TIM (triozo-fosfat-izomeraza), care catalizează conversia reversibilă a izomerilor dihidroxiaceton-fosfat și D-gliceraldehid-3-fosfat

Enzimele (din limba greacă - zymosis - ferment) sunt macromolecule de origine proteică cu rol de biocatalizatori, cu ajutorul cărora celulele vii pot înfăptui reacții complexe într-un timp scurt, la temperatura mediului înconjurător. Catalizând reacțiile biochimice din organism, ele au un rol esențial în biosinteza și degradarea substanțelor din materia vie, întâlnindu-se în toate organismele animale, vegetale și în microorganisme, mai fiind denumite din această cauză biocatalizatori. Fără enzime , procesele biochimice s-ar desfășura cu viteze foarte mici.
Cel mai scump lichid din lume este „pirofosfataza“, o enzimă extrasă din plante, folosită pentru medicamente contra gutei (60 milioane euro / litru).
Enzimele sunt utilizate în industria chimică, precum și în industria alimentară (producția de lactate, de zahăr, sucuri naturale, băuturi alcoolice), industria de hârtie, etc. Cu toate acestea, aplicabilitatea enzimelor este limitată atât de numărul de reacții pe care le pot desfășura, cât și de instabilitatea acestora în solvenți organici și temperaturi puțin mai ridicate de 25-30°C. Din acest motiv, ingineria proteinelor a devenit un domeniu foarte activ de cercetare în care se încearcă crearea de enzime cu proprietăți noi, fie prin  design rațional, fie prin evoluție in-vitro. Aceste eforturi au început să aibă unele succese, obținerea unor enzime care catalizează reacții care nu există în natură. Deși reacțiile catalizate de enzime sunt foarte eficiente, unele dintre enzime depind de cofactorii de nicotinamidă (NADH/NAD+, NADP/NAPH). Datorită prețului ridicat al acestor cofactori naturali, producția a unor compuși  nu este competitivă din punct de vedere economic. Recent au fost identificați niște compuși sintetici foarte promițători din punct de vedere economic și funcțional, ca omologi biomimetici ai cofactorilor naturali.

## Considerații generale
Reacțiile chimice ce au loc în organismele vii,în condiții de presiune și temperatură relativ joase și pH bine definit nu se pot realiza, la vitezele apreciabile care le caracterizează, decât admițând intervenția unor catalizatori deosebit de eficienți.Acești catalizatori eficienți sunt produși chiar de organism, sunt de natură proteică și poartă numele de ENZIME (de la grecescul "en zime" = drojdie). Ele se pot defini, deci, drept proteine cu acțiune catalitică; aproape toate moleculele-enzimă, cunoscute până acum, dintre care multe obținute sub formă cristalină (ureaza 1926) au structură proteică. Numărul enzimelor este de ordinul miilor căci, în lumea vie, fiecărei molecule organice existente aici, trebuie să-i corespundă cel 
puțin o enzimă, care să participe la sinteză și/sau degradarea ei.

## Rol în cadrul organismelor
- Descompunerea moleculelor mari;
- Accelerează procesele metabolice;
- Coordonează unele etape ale ciclului metabolic.

## Structura enzimelor
Enzimele sunt substanțe de natură proteică. Acestea reprezintă macromolecule, compuse din lanțuri polipeptidice, având o masă moleculară între 10.000 - 1.000.000.

## Mecanismul reactiei
Enzima formează cu substratul un produs intermediar reactiv, cu o viață scurtă. Sub această formă intermediară, substratul intrat în reacție suferă modificări electronice sub acțiunea centrilor activi ai enzimei, rezultând produsul de reacție.

## Reglarea activității enzimatice

### Factori

#### Temperatura
La creșterea temperaturii crește și activitatea enzimatică. La temperaturi însă prea mari, enzimele încep să se descompună și activitatea enzimatică se micșorează. (69 grade) 

#### pH
Activitatea enzimatică este în strânsă legătură cu pH-ul mediului în care se află. De exemplu, pepsină, o enzimă digestivă, este în condiții optime la pH cuprins între 1,5 - 2,5. 

#### Cofactorii
Combinația dintre enzimă și cofactorul dat (coenzima sau ionul metalic) reprezintă o configurație activă, cu care substratul poate fi mai ușor reacționat. 

##### Ionii metalici
Ca și cofactori mai pot fi prezenți ionii anumitor metale, care sunt legați strâns de enzimă. Cei mai răspândiți ioni metalici sunt: ionul bivalent de Zn, ionul bivalent de Fe, ionul bivalent de Co și Mn.

## Cinetica enzimatică
Cinetica enzimatică reprezintă viteza cu care se desfășoară procesele biochimice din organismul uman.
Unele enzime folosesc în activitatea lor catalitică efectul tunel.

## Tipuri de enzime

### După reactivitate
- Apoenzimă - enzimă, care devine activă numai la unirea cu anumite substanțe de natură non-proteică;
- Coenzimă sau cofactor - substanță de natură non-proteică, ce-i conferă activitate enzimatică apoenzimei;
- Holoenzimă - macromolecula rezultată în urma unirii coenzimei cu o apoenzima.

### După tipul reacției catalizate
- Oxidoreductază;
- Transferază;
- Hidrolază;
- Liază;
- Izomerază ;
- Ligază.

## Nomenclatura
Nomenclatura enzimelor nu este dificilă. Aceasta se bazează pe 2 factori:
- substratul asupra căruia acționează enzima:
- cum reacționează enzima cu substratul dat.

De exemplu: piruvat decarboxilază - enzima care îndepărtează grupa carboxil de la piruvat.

## Boli metabolice
Sunt numeroase boli metabolice, cauzate de absența unei enzime sau funcționarea proastă a unei enzime în corpul uman. 